# Opposizione di sinistra
L'Opposizione di sinistra fu, tra il 1923 e il 1927, una corrente del Partito Comunista dell'Unione Sovietica, guidata de facto da Lev Trockij. 

## Storia
Si formò durante la lotta per il potere che cominciò con il declino fisico di Vladimir Lenin e si intensificò dopo la sua morte nel gennaio 1924. Inizialmente gli schieramenti in campo videro Trockij ed i suoi seguaci che avevano firmato la dichiarazione dei 46 (dal numero dei dirigenti che lo avevano sottoscritto) nell'ottobre 1923, contrapposti alla troika formata da Grigorij Zinov'ev (presidente del Comintern), Stalin (segretario generale del Partito Comunista) e Lev Kamenev (presidente del Politburo).
La troika ottenne successivamente l'appoggio anche di Nikolaj Bucharin, il principale teorico del partito ed editore della Pravda, e di Aleksej Rykov, presidente del Consiglio dei commissari del popolo dell'URSS. Le loro posizioni furono successivamente indicate da Stalin come Opposizione di destra. A Trockij si unì, invece, il gruppo dei 15.
Il primo scontro tra l'opposizione di sinistra e la troika avvenne tra l'ottobre 1923 ed il gennaio 1924, inizialmente in segreto e poi, da dicembre, apertamente. La troika s'impose in modo chiaro alla XIII conferenza del partito del gennaio 1924, confermandosi maggioritaria anche nel XIII congresso del partito del giugno 1924. Il secondo scontro ebbe luogo nell'ottobre-dicembre 1924 durante la cosiddetta "discussione letteraria" e culminò con la rimozione di Trockij dall'incarico ministeriale il 6 gennaio 1925.
Dopo l'emarginazione di Trockij, Kamenev e Zinov'ev ai primi del 1925 formarono la nuova opposizione ma furono sconfitti da Stalin che contava ancora dell'appoggio di Bucharin e Rykov durante il XIV congresso del partito del dicembre 1925. Dopo la loro sconfitta Zinov'ev e Kamenev si allearono con l'opposizione di sinistra che quindi divenne nota come l'Opposizione Unificata. Nel luglio-ottobre 1926 anch'essa fu sconfitta da Stalin e tutti i suoi leader furono espulsi prima dal Politburo, quindi dal Comitato Centrale del Partito Comunista (ottobre 1927), poi ancora Trockij e Zinov'ev furono cacciati dallo stesso partito (novembre 1927). Nel dicembre 1927 il XV Congresso del Partito dichiarò, infine, incompatibile l'appartenenza all'opposizione di sinistra o al trockismo con gli incarichi di partito, espellendone in blocco tutti i leader.
Dopo l'espulsione dal XV Congresso, Zinov'ev, Kamenev ed i loro seguaci cedettero a Stalin, "ammisero i loro errori" e furono quindi riammessi nel Partito Comunista nel 1928, ma non riuscirono più a riconquistare il vecchio peso politico e molti perirono durante le grandi purghe. Trockij ed i suoi rimasero invece sulle loro posizioni e, mentre il leader nel febbraio 1929 fu condannato all'esilio, i suoi seguaci furono confinati in aree remote dell'Unione Sovietica a partire dai primi del 1928. Quando nel 1929 Stalin, nonostante l'opposizione di Bucharin e Rykov, impose una politica di collettivizzazione vicina a quella dell'opposizione di sinistra, molti (ma non tutti i) trosckisti ritrattarono le loro posizioni tra il 1929 ed il 1934, ma poi furono anche loro tra le vittime delle grandi purghe della seconda metà degli anni trenta, insieme a tanti altri oppositori rimasti ormai senza rappresentanti.
Nel frattempo Trockij aveva fondato l'Opposizione di Sinistra Internazionale (1930) con l'intento di organizzare un'opposizione all'interno del Comintern, ma il semplice sospetto di adesione comportava l'espulsione automatica dal Comintern e divenne chiaro che non era possibile opporsi apertamente a Stalin dall'interno di organizzazioni da questi controllate. Per questa ragione furono fondate nuove organizzazioni: nel 1933 l'Opposizione di Sinistra Internazionale fu ribattezzata International Communist League (ICL) da cui poi nacque la Quarta Internazionale fondata a Parigi nel 1938.

## Principali partecipanti all'Opposizione di sinistra
- Lev Trockij (Lev Davidovič Bronštejn, 1879-1940), commissario del popolo per gli Affari Internazionali, fondatore e comandante dell'Armata Rossa, Commissario del Popolo per la Guerra durante la guerra civile russa e leader de facto dell'Opposizione di sinistra;
- Aleksandr Georgievič Beloborodov (1891-1938);
- Michail Solomonovič Boguslavskij (1886-1937);
- Andrej Sergeevič Bubnov (1883-1938), firmatario della Dichiarazione dei 46 nell'ottobre 1923, ma poco dopo si riavvicinò a Stalin diventando capo del Partito Comunista dell'Armata Rossa e quindi Commissario del Popolo (ministro) per l'Istruzione. Espulso dal Comitato Centrale del partito nel novembre 1937, fu arrestato e morì durante le Grandi purghe;
- Chen Duxiu (1879-1942): guidò l'Opposizione di sinistra in Cina, uscendo dal Partito Comunista Cinese favorevole al Comintern;
- Jakov Naumovič Drobnis (1891-1937);
- Adol'f Abramovič Ioffe (1883-1927);
- Iosif Vikent'evič Kosior (1893-1937)
- Nikolaj Nikolaevič Krestinskij (1883-1938);
- Sergej Vital'evič Mračkovskij (1883-1936);
- Nikolaj Ivanovič Muralov (1877-1937), eroe della guerra civile russa e commissario del popolo per l'agricoltura;
- Valerian Valerianovič Obolenskij (noto anche come N. Osinskij, 1887-1938), uno dei leader del Gruppo per il Centralismo Democratico;
- Georgij Ippolitovič Oppokov (noto anche come A. Lomov, 1888-1937);
- Evgenij Alekseevič Preobraženskij (1886-1937), l'economista dell'Opposizione di sinistra ed autore di La nuova economia;
- Georgij Leonidovič Pjatakov (1890-1937);
- Karl Radek (1885-1939);
- Christian Georgievič Rakovskij (1873-1941);
- Timofej Vladimirovič Sapronov (1887-1937), uno dei leader del Gruppo per il Centralismo Democratico;
- Victor Serge (1890-1947);
- Ivan Tenisovič Smilga (1892-1937), presidente del Comitato Regionale dei Soviet in Finlandia nel 1917, presidente del Tsentrobalt, Comitato Centrale della Flotta del Baltico, 1917-1918);
- Ivan Nikitič Smirnov (1881-1936);
- Vladimir Michajlovič Smirnov (1887-1937), uno dei leader del Gruppo per il Centralismo Democratico;
- Lev Semënovič Sosnovskij (1886-1937), giornalista.